# Einstreifen-Spitzmausbeutelratte
Die Einstreifen-Spitzmausbeutelratte (Monodelphis unistriata), auch als Streifenspitzmaulbeutelratte oder Einstreifenkurzschwanzopossum bezeichnet, ist ein vermutlich ausgestorbener Beutelsäuger aus der Gattung der Spitzmausbeutelratten (Monodelphis). Sie kommt oder kam in Brasilien und Argentinien vor.

## Merkmale
Maße liegen nur vom Holotypus vor. Er hat eine Kopf-Rumpf-Länge von 140 mm und eine Schwanzlänge von ungefähr 60 mm. Die Oberseite ist rostgrau. Die Rückenmitte ist durch einen einzeln kastanienfarbenen Streifen gekennzeichnet. Die Flanken, Füße und die Unterseite sind gelblich-orange. Der Schwanz ist zweifarbig; bräunlich an der Oberseite und gelblich an der Unterseite.

## Lebensraum und Lebensweise
Die Einstreifen-Spitzmausbeutelratte war überwiegend dämmerungsaktiv. Sie suchte ihre Nahrung am Boden. Über Lebensraum und Lebensweise ist nichts bekannt.

## Status und Systematik
Die Einstreifen-Spitzmausbeutelratte ist nur von zwei Exemplaren bekannt, die 1821 und 1899 gesammelt wurden. Der Holotypus ist ein Männchen, das am 11. März 1821 von Johann Natterer bei Itararé im brasilianischen Bundesstaat São Paulo gefangen wurde. Es befindet sich im Naturhistorischen Museum Wien. Das zweite Exemplar wurde am 9. April 1899 von Louis de Boccard in der Provinz Misiones in Argentinien gesammelt und wird im Museo Argentino de Ciencias Naturales in Buenos Aires aufbewahrt. Johann Andreas Wagner beschrieb das Taxon 1842 als Didelphys unistriata. Oldfield Thomas untersuchte 1888 das Typusexemplar und stellte die Art in die Gattung Peramys. Die Klassifizierung in die aktuelle Gattung Monodelphis stammt von Ángel Cabrera und José Yepes aus dem Jahr 1940. Die IUCN listet die Einstreifen-Spitzmausbeutelratte in der Kategorie „vom Aussterben bedroht (möglicherweise ausgestorben)“ (critically endangered (possibly extinct)). Der Hauptgrund für das Verschwinden der Art war vermutlich die Zerstörung des Lebensraums.